# Mladovice
Mladovice je vesnice, část obce Popovice v okrese Benešov ve Středočeském kraji. Nachází se asi 1,5 km severovýchodně od Popovic. V roce 2009 zde bylo evidováno 84 adres. Protéká tudy říčka Chotýšanka, která je levostranným přítokem řeky Blanice. Mladovice leží v katastrálním území Popovice u Benešova o výměře 11,71 km².

## Historie
První písemná zmínka o vesnici pochází z roku 1389.